# Țicău
Țicău este un cartier pitoresc din orașul Iași. 

## Descriere
Țicău este numele unei persoane înstărite care a locuit, cândva, în zonă. Locul a fost proprietatea unui boier Ticau, care l-a vandut apoi pe bucati. 
Cartierul Țicău este situat în partea de răsărit a dealului Copou, ca o prelungire spre valea Șorogari a cartierului Sărărie. Prin cartier trece răul Cacaina. În ultima vreme, cartierul, aflat în mare parte în pantă, a fost afectat de alunecări de teren, numeroase case fiind afectate. 
Țicăul este renumit prin faptul că aici se află Bojdeuca lui Ion Creangă (secolul XIX; strada Simion Bărnuțiu 4, IS-IV-m-B-04328), astăzi Muzeul „Ion Creangă”.